# Montefiore Conca
Montefiore Conca é uma comuna italiana da região da Emília-Romanha, província de Rimini, com cerca de 1.766 habitantes. Estende-se por uma área de 22 km², tendo uma densidade populacional de 80 hab/km². Faz fronteira com Auditore (PU), Gemmano, Mondaino, Morciano di Romagna, Saludecio, San Clemente, Tavoleto (PU).
Pertence à rede das Aldeias mais bonitas de Itália.

## Demografia
| Variação demográfica do município entre 1861 e 2011                               |
|                                                                                   |
| Fonte: Istituto Nazionale di Statistica (ISTAT) - Elaboração gráfica da Wikipedia |